# Virgation

La chaîne varisque marquée par le « V hercynien » (linéament occidental formant un rameau NO-SE dit armoricain et linéament oriental formant un rameau NE-SO dit varisque), et des virgations dont la plus marquée est l'arc ibéro-armoricain, orocline de 600 km de largeur induit par une faille décrochante.

En géologie, la virgation (du latin virga, « faisceau », terme forgé par Eduard Suess en 1892), appelée parfois orocline ou selon une nomenclature très variée courbure syntaxiale, syntaxe ou syntaxis, est un changement brusque de direction d'une structure géologique, point d'inflexion qui affecte des ensembles de grande taille (plusieurs dizaines ou centaines de kilomètres), et qui prend la forme d'une virgule, d'un arc.
Eduard Suess en 1909 puis Émile Argand en 1924 distinguent les virgations libres et les virgations forcées selon que des obstacles n'expliquent pas ou expliquent la courbure de leurs extrémités. Suivant leur symétrie, elles peuvent être simples ou doubles. 

## Origine
Les virgations se manifestent notamment lors du poinçonnement, phénomène physique par lequel une structure géologique en pénètre une autre en la déformant, tel un socle cristallin rigide dans une couverture sédimentaire.
Les courbures orogéniques sont des oroclines stricto sensu lorsqu'elles résultent d'un orogène rectiligne qui acquiert sa courbure dans une seconde phase de déformation. Elles peuvent être de premier ordre lorsqu'elles affectent l'ensemble de l'orogène, de deuxième, troisième, quatrième ordre lorsqu'elles se limitent à des échelles plus réduites. L'origine des virgations liées aux orogenèses fait l'objet de controverses scientifiques : rotation de ceintures orogéniques par flambage lithosphérique qui se traduit par l'allure flexueuse de failles majeures, variations de déformations aux frontières des plaques (variations de la cinématique, accommodement d'un raccourcissement crustal par des failles décrochantes, retrait de slab à l'origine de la fragmentation de la zone de subduction en plusieurs segments qui reculent indépendamment),,.

## Virgations principales

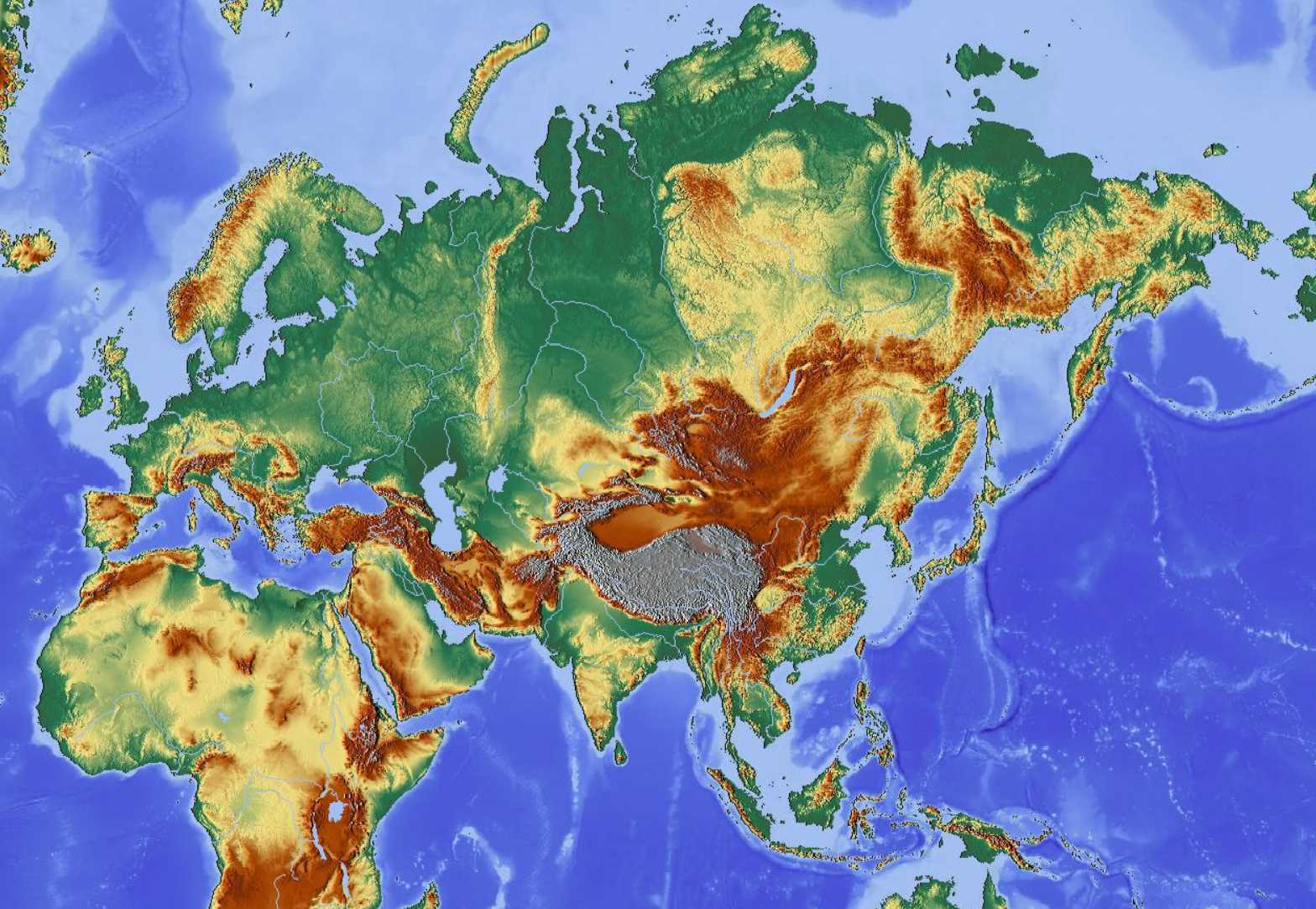
Phénomènes de virgations dans la ceinture alpino-himalayenne. L'Himalaya est un orogène rectiligne limité à ses extrémités par deux virgations. Les Alpes méditerranéennes présentent des oroclines de premier, second, troisième et quatrième ordre.

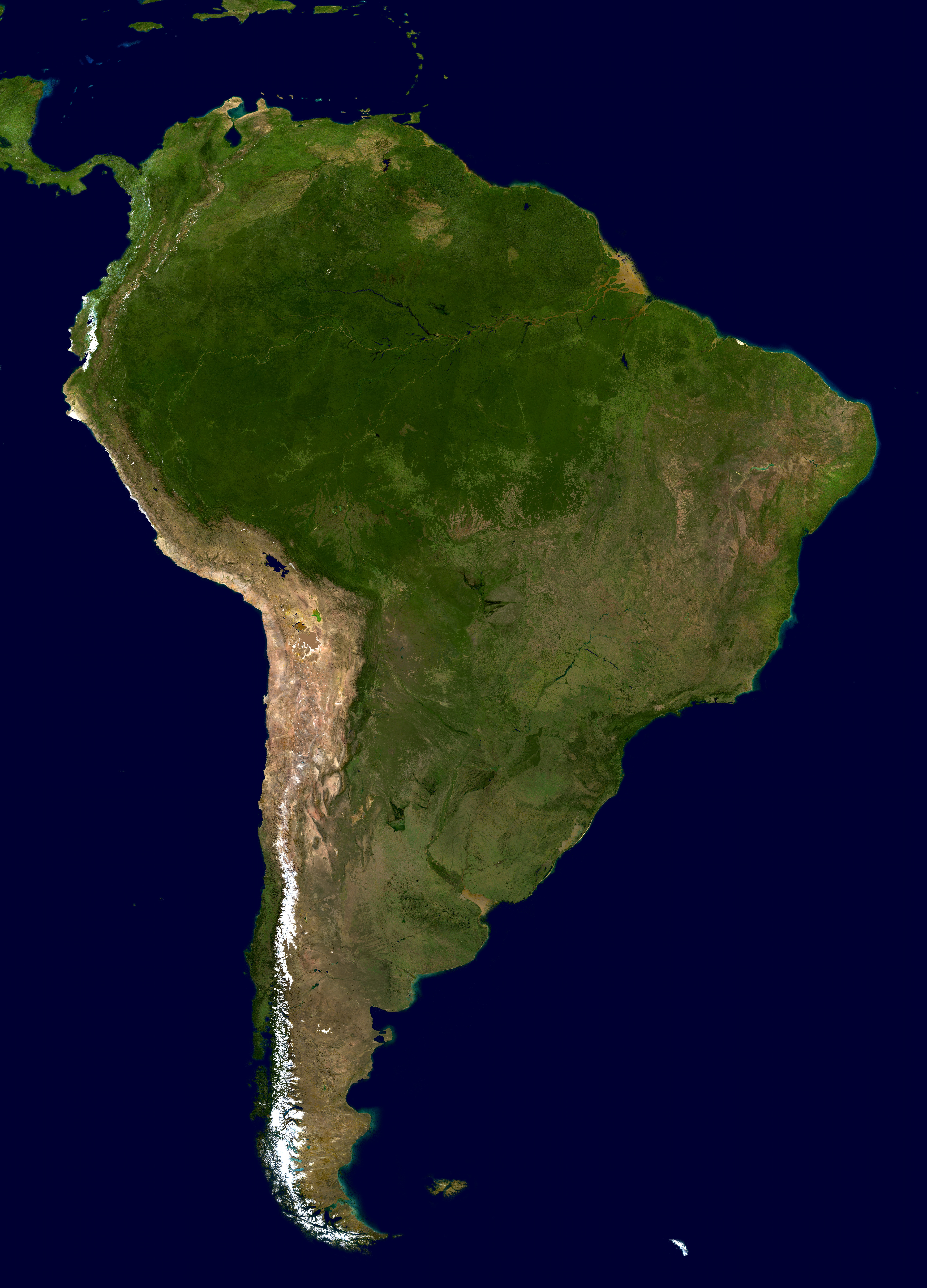
Les trois virgations majeures le long des Andes.

- Virgations du Punjab ou de Nanga Parbat (syntaxe nord-ouest himalayenne) et d'Assam ou de Namche Barwa (syntaxe est himalayenne) qui relayent la chaîne de l'Himalaya par des montagnes moins élevées orientées globalement nord-sud. Au-delà de ces deux virgations, la collision frontale de la plaque indienne et de la plaque eurasienne est oblique[8].
- Dans les Alpes méditerranéennes, l'orocline de premier ordre est lié à la collision de la plaque adriatique avec l'Europe, les oroclines des autres ordre sont principalement contrôlés par le retrait et la déchirure de la plaque plongeante[9].
- Virgation ibéro-armoricaine, appelée aussi arc ibéro-armoricain, ou arc asturien par Eduard Suess[10].
- la cordillère des Andes présente trois virgations majeures : déflexion de Huancabamba (nord-ouest du Pérou), virgation de Bolivie ou orocline bolivien (appelé aussi le coude de Santa Cruz ou coude d'Arica, au niveau duquel se fait aussi le partage des eaux entre le bassin amazonien et le bassin de la Plata), orocline de Patagonie[11]. La formation de l'orocline bolivien serait liée à un raccourcissement crustal provoquant la rotation de blocs autour d'axes verticaux[12],[13]. La croissance de la chaîne andine se serait développée à partir de ce coude[14].
- Double virgation de l'Alaska[15].